# Wolmersdorf
Wolmersdorf ist eine Gemeinde im Kreis Dithmarschen in Schleswig-Holstein.

## Geografie
Die Gemeinde ist als eine der wenigen im Kreis nur durch eine Stichstraße von Nindorf aus erreichbar und bietet so ein weitgehend idyllisches Dorfbild mit vielen alten erhaltenen Bauernhäusern. Das Dorf grenzt an die Meldorfer Geestinsel und die Windbergener Niederung. Zu Fuß oder mit dem Fahrrad gelangt man über einen ausgeschilderten Radwanderweg über die Schafau nach Windbergen. Nächstgelegene Stadt ist das zwei Kilometer entfernte Meldorf. Vom Nordseestrand am Speicherkoog ist der Ort neun Kilometer entfernt.

## Geschichte
Am 1. April 1934 wurde die Kirchspielslandgemeinde Südermeldorf-Geest aufgelöst. Alle ihre Dorfschaften, Dorfgemeinden und Bauerschaften wurden zu selbständigen Gemeinden/Landgemeinden, so auch Wolmersdorf.

## Ausgliederungen
Am 1. Januar 1971 wurde ein Gebiet mit damals etwa 20 Einwohnern an die Stadt Meldorf abgetreten.

## Politik

### Gemeindevertretung
Bei der Kommunalwahl am 14. Mai 2023 wurden insgesamt neun Sitze vergeben. Diese fielen alle an die Kommunale Wählervereinigung Wolmersdorf. Die Wahlbeteiligung betrug 72,7 %.

### Wappen
Blasonierung: „Von Blau und Silber über blau-silbernen Wellenbalken, diese über grünem Schildfuß, im Pfropfschnitt erhöht geteilt. Im silbernen Feld zwei rote Giebelhäuser mit offenem Tor, dazwischen eine rot-schwarze Boßelkugel, darüber ein dreiblättriges grünes Kleeblatt.“

## Kultur
Aktive Vereine sind die Freiwillige Feuerwehr, ein Schützenverein, ein Motorradclub und eine Boßelmannschaft. Neben dem Feuerwehrball im Februar findet im Hochsommer das traditionelle Kindervogelschießen statt.